# Hrvatski savez hokeja na ledu
Hrvatski savez hokeja na ledu je hrvatska krovna organizacija za hokej na ledu. Utemeljen je 9. studenoga 1935. u Zagrebu.
Od međunarodnih organizacija, član je IIHF-a (International Ice Hockey Federation) od 7. svibnja 1992. Sjedište saveza je na adresi Trg Krešimira Ćosića 11, Zagreb. Predsjednik saveza je Vjekoslav Jadrešić.

## Svjetska prvenstva

### Divizija I
prije: Grupa B
| Zlato | Srebro | Bronca | Ukupno |
| ----- | ------ | ------ | ------ |
| 0     | 1      | 0      | 1      |

### Divizija II
prije: Grupa C, Grupa C1
| Zlato | Srebro | Bronca | Ukupno |
| ----- | ------ | ------ | ------ |
| 3     | 2      | 1      | 6      |

### Divizija III
prije: Grupa D, Grupa C2
| Zlato | Srebro | Bronca | Ukupno |
| ----- | ------ | ------ | ------ |
| 2     | 0      | 0      | 2      |

## Vanjske poveznice
- Stranice saveza